# Petar Welikow
Petar Welikow (bulgarisch Петър Василев Великов, beim Weltschachbund FIDE Petar Velikov; * 30. März 1951 in Dobritsch) ist ein bulgarischer Schachspieler.
Bei der ersten offiziellen U20-Europameisterschaft 1971/72 in Groningen belegte er den dritten Platz. Die bulgarische Einzelmeisterschaft konnte er 1987 in Elenite gewinnen. Er spielte für Bulgarien bei vier Schacholympiaden: 1982 bis 1986 und 1990. Außerdem nahm er viermal an den europäischen Mannschaftsmeisterschaften (1977 bis 1989) und an mehreren Schachbalkaniaden (1979, 1981 bis 1984, 1986 und 1990) teil.
In Frankreich spielte er für den Club de Migne Echecs.
Im Jahre 1975 wurde ihm der Titel Internationaler Meister (IM) verliehen, 1982 der Titel Großmeister (GM). Seine höchste Elo-Zahl war 2500 im Juli 1998.
| Hier fehlt eine Grafik, die leider im Moment aus technischen Gründen nicht angezeigt werden kann. Wir arbeiten daran! |